# Calodexia fuscus
Calodexia fuscus är en tvåvingeart som först beskrevs av Townsend 1935.  Calodexia fuscus ingår i släktet Calodexia och familjen parasitflugor.
Artens utbredningsområde är Guyana. Inga underarter finns listade.